# ベルナルド・レゼンデ
ベルナルド・レゼンデ（Bernardo Rocha de Rezende, 1959年5月28日 - ）は、ブラジル・リオデジャネイロ出身の男子バレーボール選手、指導者。ブラジル代表監督。息子のブルーノ・レゼンデもブラジル代表のバレーボール選手である。

## 来歴
1979年から1986年までバレーボール選手として活躍。1981年ワールドカップで銅メダル、1982年世界選手権、1984年ロサンゼルスオリンピックで銀メダルを獲得した。
ブラジル女子代表監督を1994年から2000年まで務め、1996年アトランタオリンピックでは銅メダルを獲得。2001年からはブラジル男子代表監督を務め2004年アテネオリンピックで金メダル、2008年北京オリンピックで銀メダル、2012年ロンドンオリンピックで銀メダル、2016年リオデジャネイロオリンピックで金メダル獲得へ導いたのち、代表チームの監督を勇退した。
2022年にバレーボール殿堂入り。
2023年12月28日、ブラジル男子代表監督に復帰が発表される。任期は2024年パリ五輪まで。。

## 指導歴
- バレーボールブラジル男子代表（1988-1990年）
- パッラヴォーロ・シリオ・ペルージャ（1990-1992年）
- パッラヴォーロ・モデナ（1992-1993年）
- バレーボールブラジル女子代表（1994-2000年）
- バレーボールブラジル男子代表（2001-2016年）
- レクソーナ・アデス（2002年-）
- バレーボールフランス男子代表（2021年）
- バレーボールブラジル男子代表（2024年-）